# Čínská kuchyně
Čínská kuchyně se vyznačuje především neobyčejnou rozmanitostí a různorodostí. Čína je velká země a mezi kuchařskými zvyklostmi v jednotlivých regionech panují velké rozdíly. Regionální kuchyně se od sebe odlišují používanými surovinami, přísadami i způsobem přípravy a jsou rovněž ovlivňovány národnostními menšinami, žijícími v Číně, jako jsou Tibeťané, Ujgurové, Mongolové, Miaové, Hakkové aj. Pod souhrnným označením čínská kuchyně se tedy ve skutečnosti skrývá velké množství kuchařských stylů.[zdroj⁠?!]

## Regionální kuchyně

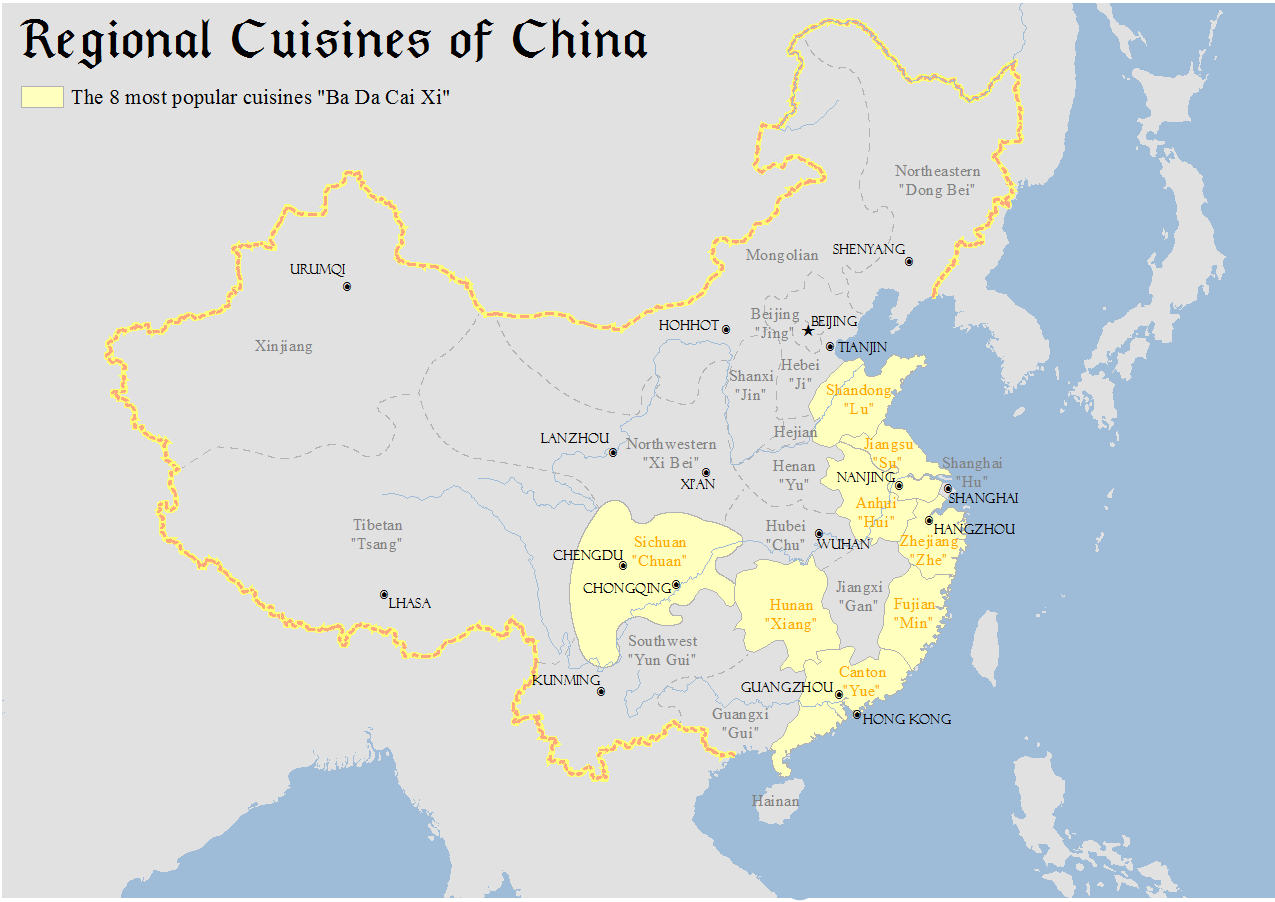
Hlavní regionální kuchyně v Číně

- Pekingská – kuchyně severní Číny, hlavně provincií Che-pej i Šan-tung. Jídla jsou mírně kořeněná, často vařená v páře nebo grilovaná, jako např. pekingská kachna. Jako příloha se podávají spíše nudle než rýže.

- Kantonská – kuchyně jižní Číny, zejména Kantonu a Hongkongu, v Evropě nejoblíbenější, pokrmy jsou obvykle smažené na woku, mají jemnou, sladkokyselou chuť. Používá se rýže, ryby a plody moře

- Anchuejská – kuchyně hornaté oblasti An-chuej, bohatá na jídla z vepřového masa, hub a bambusových výhonků

- Šanghajská – kuchyně východní Číny v oblasti Šanghaje, Su-čou, Chang-čou i Nankingu, jídla mají jemnou, nasládlou chuť, oblíbené jsou knedlíky a taštičky z rýžového těsta.

- Sečuánská – kuchyně jihozápadní Číny (provincie S’-čchuan) bohatá na jídla z drůbeže a hovězího, hodně pikantní, kořeněná chilli a sečuánským pepřem, typická jsou jídla uzená teplým kouřem.

- Chunanská – kuchyně střední Číny v povodí řeky Jang-c’-ťiang, bohatá na sladkovodní ryby a hojně kořeněná zázvorem a chilli.

- Fuťienská – kuchyně jihovýchodní Číny (provincie Fu-ťien), proslulá polévkami, smaženými závitky a taštičkami a kvalitní sójovou omáčkou.

- Sinťiangská – kuchyně oblasti Sin-ťiang na západě Číny, obývané převážně muslimy. Jídlo se opéká nebo vaří v hliněném hrnci na otevřeném ohni. Oblíbené je skopové maso a sušené ovoce. Jako příloha slouží nudle nebo placky.

- hakka – kuchyně etnické menšiny Hakka ve východní Číně. Je vydatná, bohatá na pokrmy z hub a kuřecího masa. Jídla jsou často ochucovaná glutamanem sodným.

- Nyonya – Kuchyně čínských menšin v Malajsii, Indonésii a Singapuru, mísí vlivy čínské, malajské a thajské kuchyně.

- Čchaošanská – kuchyně jihočínské oblasti Čchao-šan v provincii Kuang-tung, bohatá na plody moře a vegetariánská jídla z tofu.

## Způsoby úpravy pokrmů

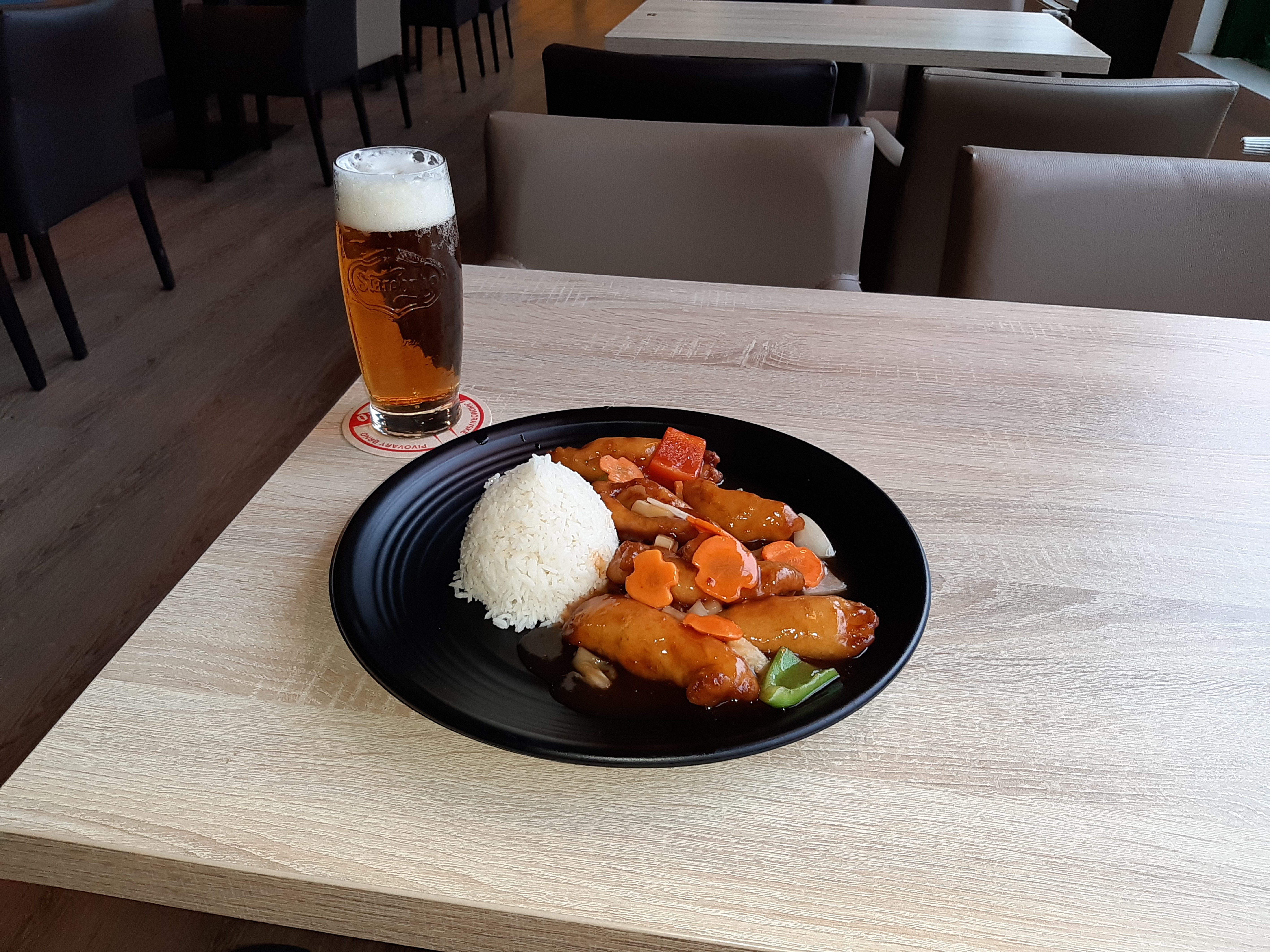
Čínské kuřecí maso ve sladkokyselé omáčce s rýží

V čínské kuchyni je známo velké množství způsobů přípravy jídla. Velmi časté je rychlé smažení na pánvi wok. Upravuje se tak především maso, zelenina, tofu, houby, nebo předem uvařené nudle či rýže. Oblíbené je rovněž vaření v páře, vaření ve vodě či ve vývaru, dušení, vaření v otevřeném kotlíku, uzení za tepla či grilování. Maso, zelenina i ostatní přísady se většinou upravují pokrájené na nudličky či kostky, málokdy na plátky nebo v celku.

### Tradiční rozdělení potravin
- Rýže
- Knedlíky
- Čínské nudle
- Zelenina
- Vejce
- Ryby
- Tofu
- Maso a drůbež
- Polévka

## Stolování
Čínská, ale také korejská a japonská kuchyně klade velký důraz na estetickou úpravu pokrmů. Číňané věří, že příprava jídla nemá být jen řemeslo, ale zároveň umění. Při stolování se používají hůlky, polévky se jí lžící, obvykle porcelánovou. Některé pokrmy, např. pekingská kachna, se však jedí rukama. Na stole nesmí chybět různé omáčky, nakládaná zelenina a koření, jimž si stolující mohou dochutit jídlo nebo do nich namáčet jednotlivá sousta.
Všechny pokrmy se servírují současně, každý ze stolujících má před sebou misku, do které si nabírá z pokrmů na stole. Přednostně jedí starší lidé a muži. Za těžký prohřešek proti etiketě se pokládá pokud někdo zapíchne jídelní hůlky do zbytků jídla v misce, protože to připomíná způsob obětování jídla zemřelým předkům.
Během jídla pijí Číňané nejraději zelený čaj, po jídle je zvykem podávat malé množství sladkého alkoholického nápoje, např. vína ze švestek nebo liči.

## Suroviny

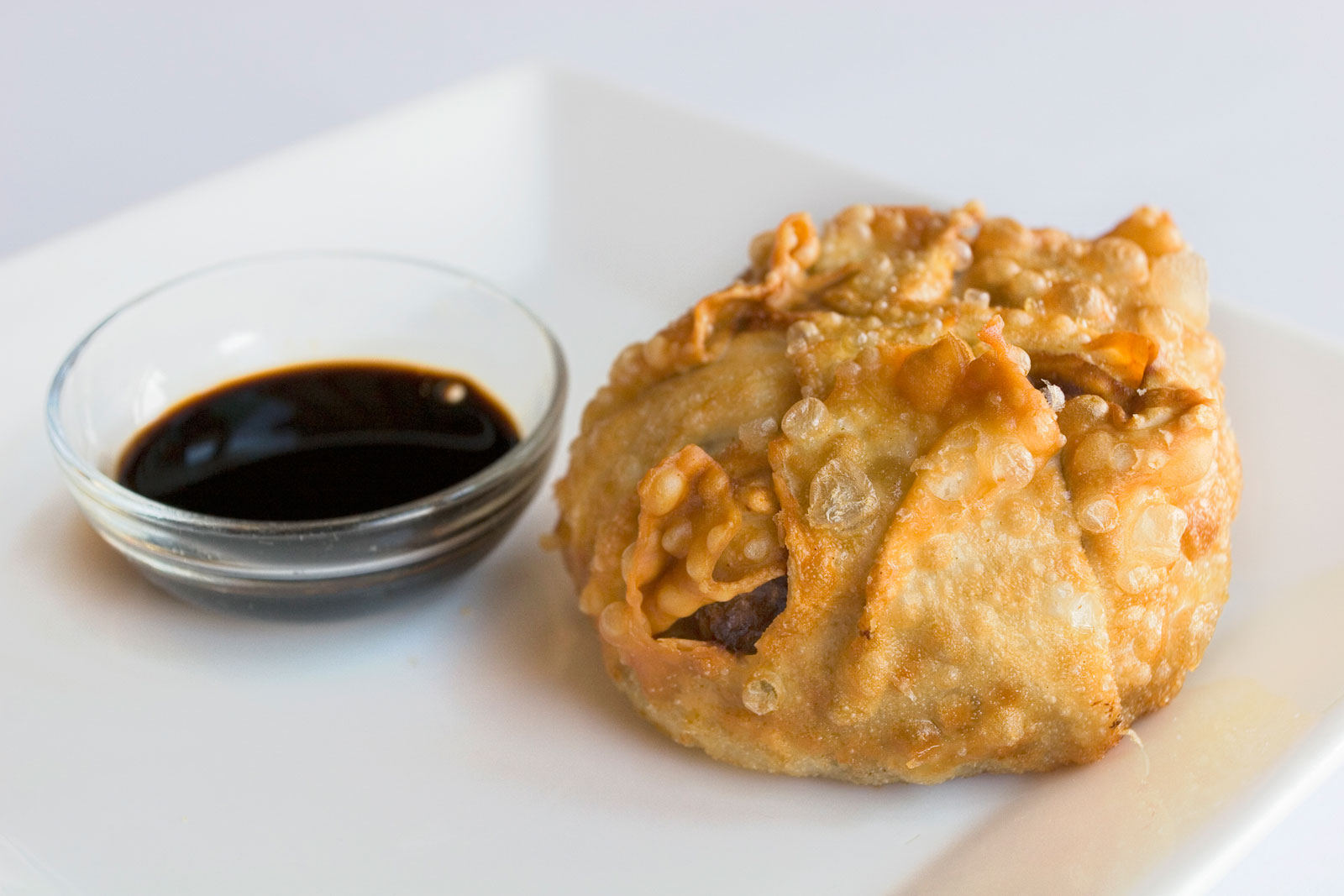
Sójová omáčka

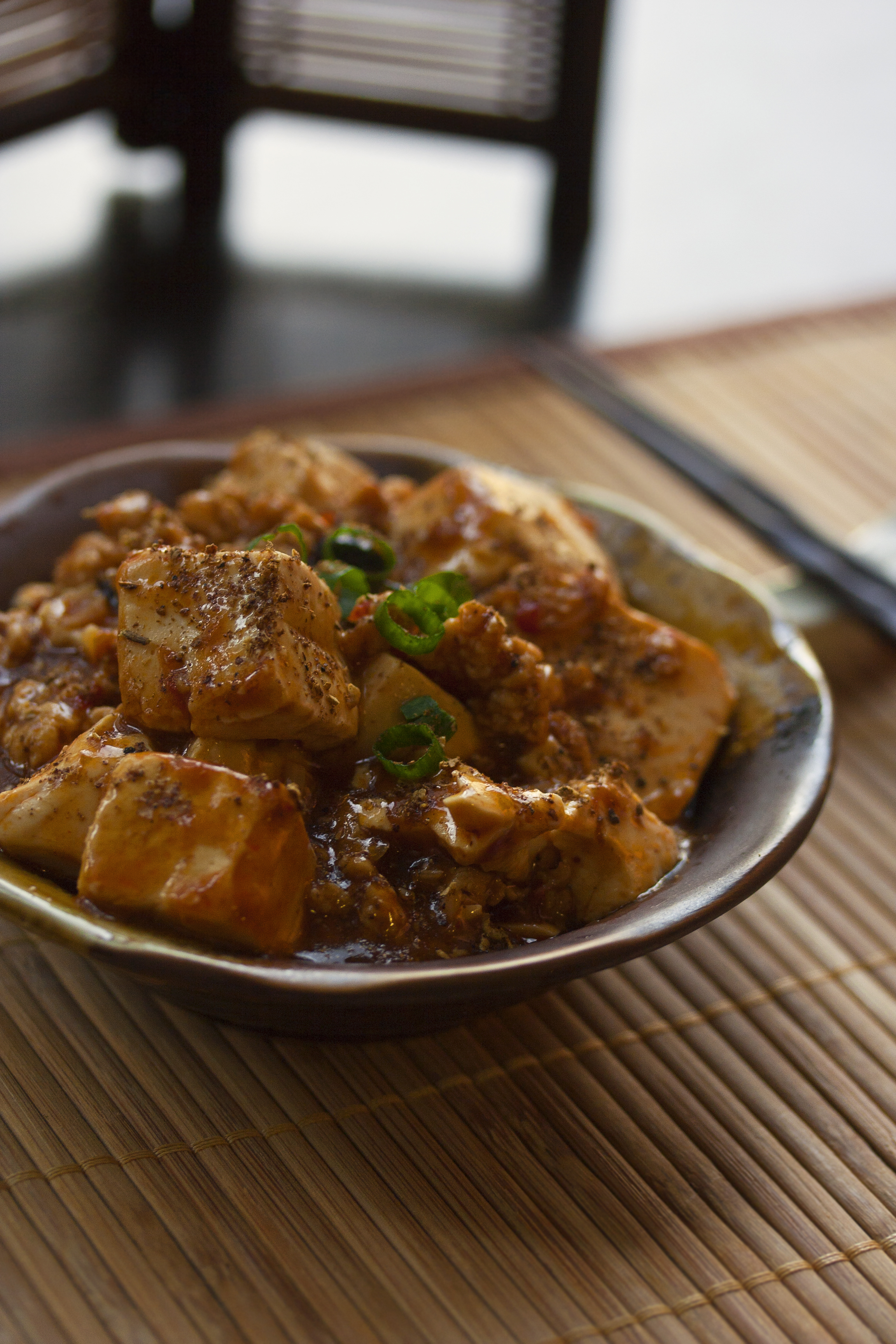
Mabo tofu

Suroviny čínské kuchyně jsou velmi rozmanité, pro cizince často překvapující, fantastické či dokonce nechutné a děsivé. To platí zejména pro kantonskou kuchyni, v níž se připravují pokrmy z masa a vnitřností téměř všech druhů živočichů. Přísloví říká, že „v Kantonu snědí všechno čtyřnohé, kromě stolu, všechno létající, kromě papírového draka a všechno plovoucí ve vodě, kromě člunu“. Mezi takovéto nezvyklé přísady patří nejen maso psů, koček či hadů, žabí vaječníky, ptačí pařáty či silně nasezená vejce s již téměř vyvinutým zárodkem, ale také žraločí ploutve, mořští sumýši, chaluhy, nejrůznější houby včetně parazitických druhů či dokonce hnízdo ptáka salangany, vytvořené z jeho ztuhlých slin.

### Nejdůležitější přísady a suroviny čínské kuchyně
- bambusové výhonky
- černé houby
- pasta z černých bobů
- pepř sečuánský
- rýžové víno
- sójová omáčka
- šalotka
- tofu
- zázvor
- šitake

## Čínská kuchyně a lékařství
Pokrmy musí příjemně vonět, dobře chutnat, pěkně vypadat a zároveň mít příznivý účinek na zdraví konzumenta. Čínská kuchyně je úzce propojena s tradiční čínskou medicínou a dokonce i s filozofií, především s učením o pěti prvcích a harmonii jin a jang. Proto se např. ryby a plody moře, které patří k jin potravinám, tradičně kombinují se zázvorem a chilli, což jsou jang přísady. Existují i předpisy na léčivé pokrmy, při jejichž přípravě se používají např. kořeny ženšenu, čínského jamu či kozince blanitého, plody longanu a goji nebo některé druhy hub, např. lingzhi či Cordyceps. Léčivé účinky se připisují i některým pokrmům živočišného původu jako jsou žraločí ploutve, sumýši, alkohol s naloženými hady nebo hadími tekutinami (krev, žluč, jed)

## Nejznámější čínské pokrmy
- Předkrmy:

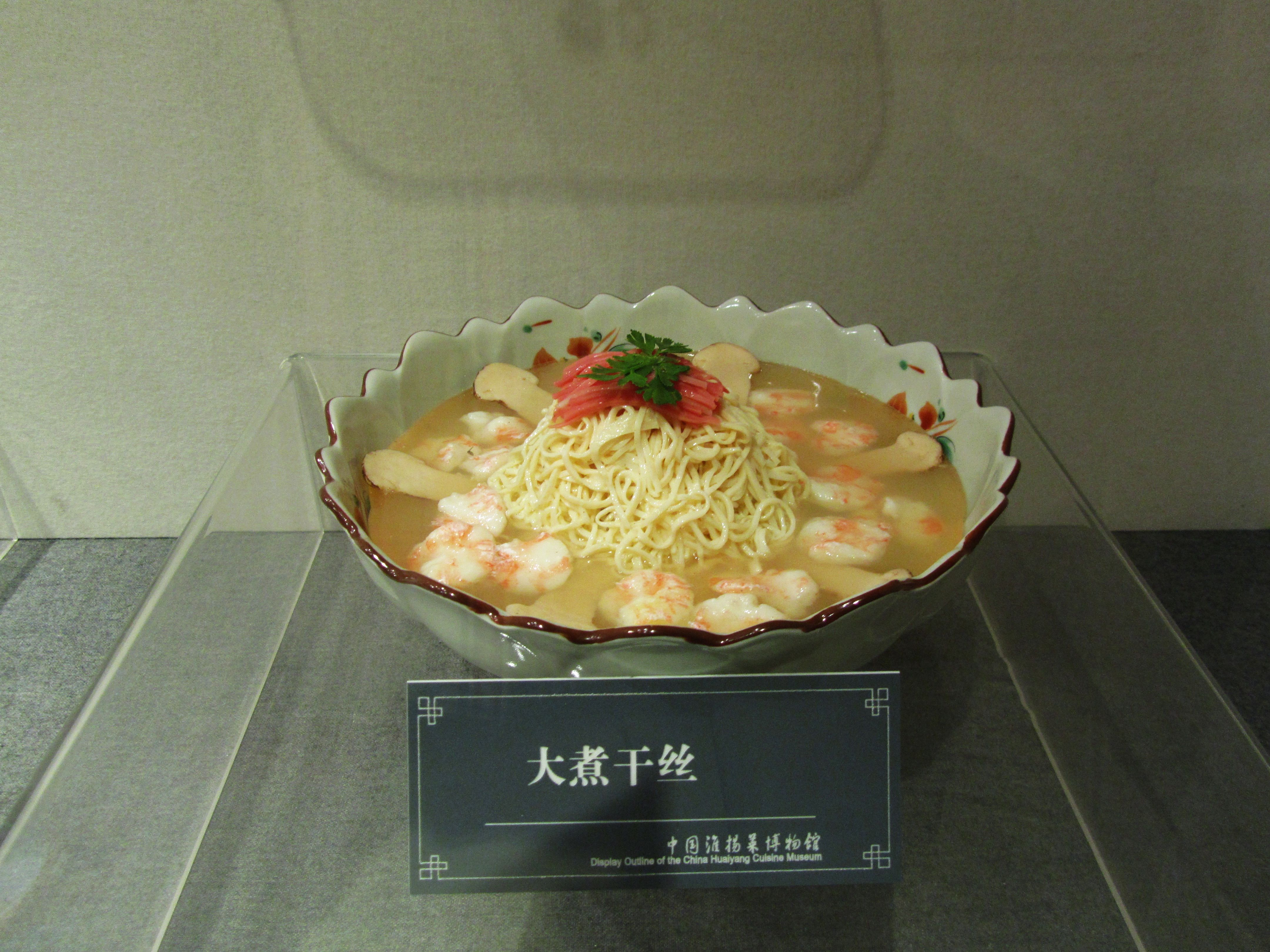
Polévka Dàzhǔ gānsī/Ta-ču kan-s' je vyrobena z jemně nakrájeného sušeného tofu, kuřecího masa, šunky a bambusových výhonků. Přísady je třeba doplnit krevetou.

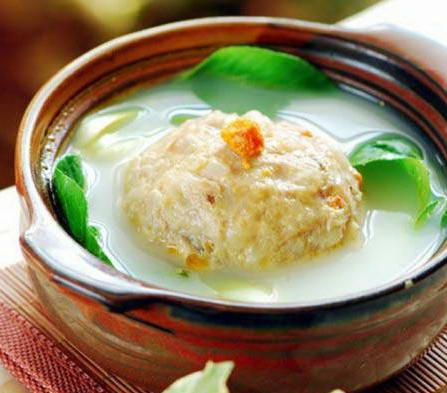
„Lví hlavy“, tradiční pokrm z Ťiang-su na východě Číny

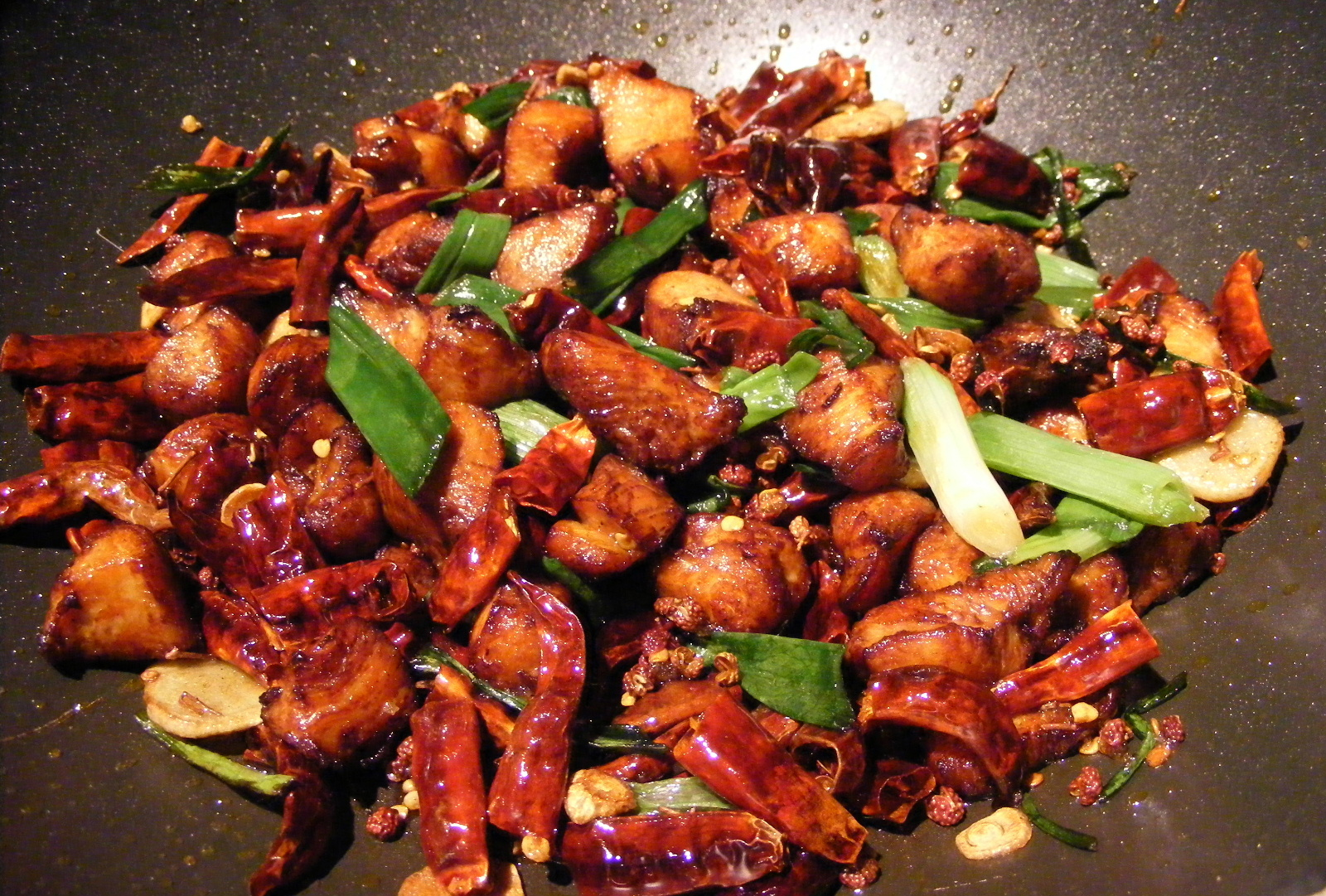
La-c' Ťi/Làzǐ Jī, smažené kuře s chili a sečuánským pepřem

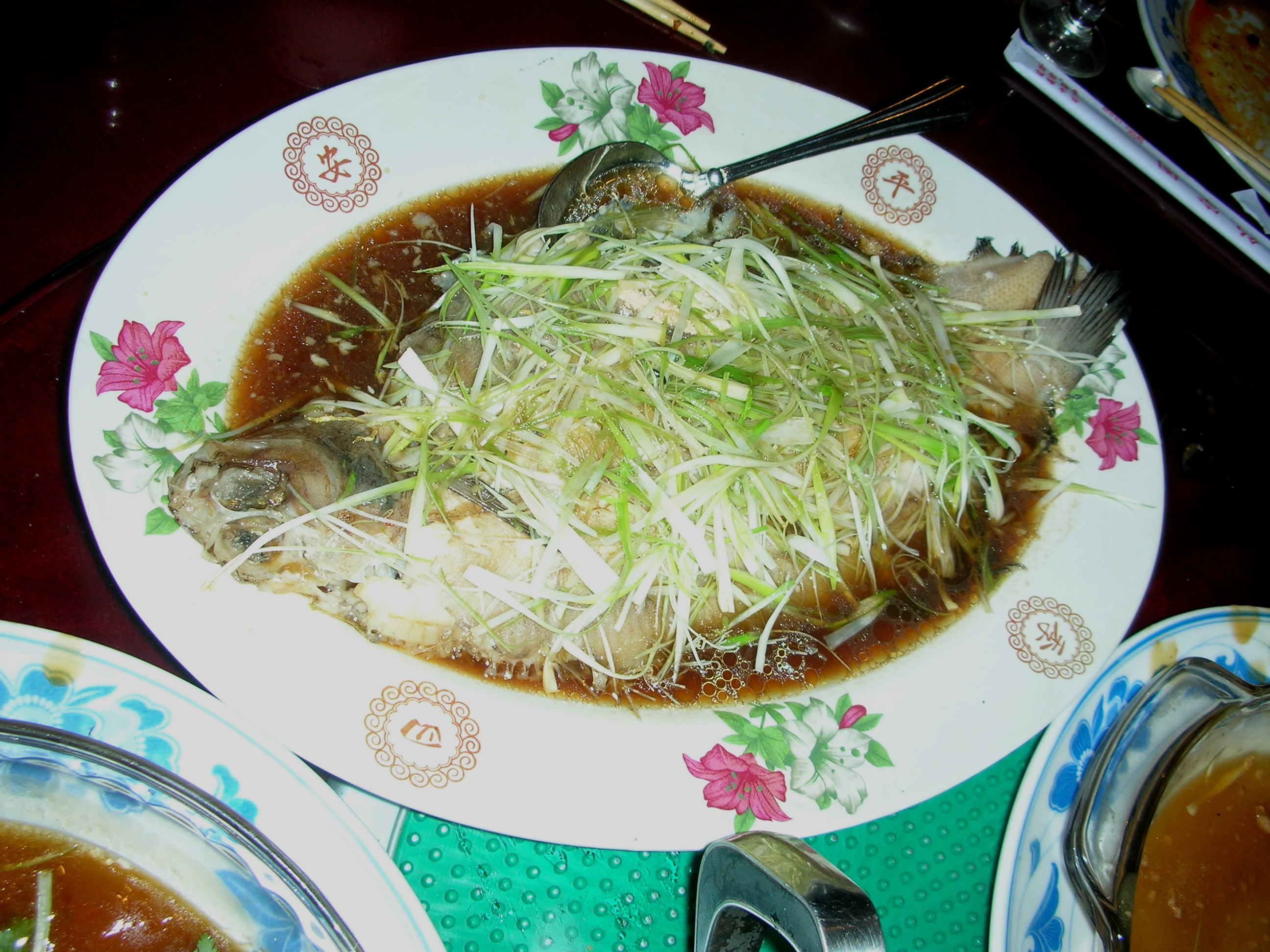
Smažený celý okoun. Nakrájený zázvor s jarní cibulkou jsou obvykle rozloženy nahoře.

  - Černá vejce: též „stoletá vejce“ jsou konzervována ve směsi vápna a rýžových otrub, mají zvláštní vůni a tmavou barvu.
  - Mramorovaná vejce: Vejce, vařená natvrdo s přídavkem sójové omáčky a koření, nechají se vychladnout ve vývaru s rozbitou skořápkou
  - Vařený česnek: Připravuje se hlavně v severní Číně a podává se marinovaný v sójové omáčce s vínem a kořením
- Polévky:
  - Ostrokyselá polévka: Polévka z kuřecího nebo vepřového masa, hub, nudlí, případně zeleniny, ochucená kořením chilli a octem.
  - Pekingská polévka: Připravuje se většinou z vepřového masa, hub, nudlí a čínského zelí, je jemnější
  - Polévka s masovými taštičkami: Čirý vývar s vloženými taštičkami, připomínajícími italské ravioli.
  - Polévka z kuřecích pařátů: Připravuje se v jižní Číně z drůbežích pařátů, hub a jarní cibulky, koření se zázvorem a sójovou omáčkou
  - Polévka z vlaštovčích hnízd: vaří se v jižní Číně (Kanton, Šanghaj, Hongkong), hlavní přísadou jsou hnízda ptáka salangany, která slepuje ze svých slin. Má jemnou chuť a rosolovitou konzistenci.
- Pokrmy z masa a drůbeže:
  - Čínské knedlíky: existuje více druhů, připravují s z těsta nebo z lepkavé rýže, plní se masem, fazolemi nebo směsí masa a zeleniny. Podle tvaru a velikosti se rozlišuje více druhů, např. „stříbrné pruty“ nebo „lví hlavy“.
  - Chop suej: směs kuřecího nebo vepřového masa, hub a zeleniny, podává se s nudlemi nebo s rýží
  - Jarní závitky: závitky z tenkého rýžového těsta, plněné sekaným masem, zeleninou, houbami a někdy i nudlemi.
  - Kantonské nudle: opékané čínské nudle s kuřecím nebo jiným masem, krevetami, zeleninou a smaženým vajíčkem
  - Kuře Kung-pao: proslulé jídlo z kostek z kuřecího masa, chilli papriček a arašídů
  - Maso dvou barev: připravuje se z vepřového a hovězího masa nebo jater, koření a zázvoru
  - Mu-sü-žou (pchin-jinem mùxūròu, čínsky: 木须肉): pokrm z mletého vepřového masa, hub, bambusových výhonků a jarní cibulky
  - Ohnivý kotlík: specialita severní Číny, maso se vaří v kotlíku přímo na stole v pikantním vývaru, který se podává na konci stolování
  - Osm pokladů: pokrm z vepřového masa, vnitřností, tofu a zeleniny, kořeněný chilli a zázvorem, jeho obdobou z kuřecího masa je Osm kousků kuřete
  - Pekingská kachna: marinovaná a grilovaná kachna, z níž se okrajují tenké plátky masa a podávají se zabalené v malých plackách.
  - Šuang-si: severočínský pokrm z hovězího masa a zeleniny
  - Šuej-ču-žou (pchin-jinem shuǐ zhǔ ròu čínsky: 水煮肉, v překladu "ve vodě vařené maso"): tenké plátky pošírovaného hovězího masa v silné polévce ze zeleniny a pasty pixian (郫縣豆瓣 [pchi-sien-tou-pan]), posypané sečuánským pepřem s chilli a přelité rozpáleným olejem
  - Vepřové po sečuánsku: pálivá úprava vepřového masa, kořeněná chilli a sečuánským pepřem, lze připravit i z kuřete
  - Vepřové ve sladkokyselé omáčce: pokrm kantonské kuchyně; maso se smaží v těstíčku a podává v omáčce ze zázvoru, octu, cukru, sójové omáčky, ananasu a vývaru
- Pokrmy z ryb a plodů moře:
  - Kapr ve sladkokyselé omáčce: Smažený kapr s omáčkou ze zázvoru, octu, cukru, sójové omáčky, ananasu a vývaru
  - Polévka ze žraločích ploutví: je specialita kantonské kuchyně, známá také jako „Buddha skáče přes zeď“, přidávají se do ní žraločí ploutve, sumýši, krevety a kachní žaludky, je hustá a pikantní.
- Sladkosti:
  - Nian-gao: sladké knedlíky, jejichž hlavními složkami jsou lepkavá rýže, cukr, kaštany a lotosové listy
  - Sladká ovocná polévka: připravuje ze např. z hrušek, ale také z tykve, zahušťují se ságem
  - Smažené ovoce: ovoce (hruška, ananas, banán, liči), smažené na oleji v těstíčku a polité medem
  - Zákusky z červených bobů: připravují se z červených bobů, rýžové mouky a cukru

Číňané jedí mnoho ryb a mořských živočichů. Ryby jsou v Číně symbolem bohatství. Proto se jí na Nový rok, aby byl příští rok bohatý. Želvy a polévka z nich mají zase zajistit dlouhověkost. Mléčné výrobky se uplatňují pouze v regionálních kuchyních Tibetu a Mongolska, Číňané mléko ani máslo téměř nepoužívají a sýry nahrazují sójovým tvarohem tofu. Číňané si rovněž příliš nepotrpí na uzeniny a uzená masa. Z nealkoholických nápojů pijí Číňané tradičně zelený, méně černý či bílý čaj.

## Módní trendy ve stravování
V Číně je jídlo v určitém slova smyslu považováno za lék a Číňané si jídlo vybírají podle toho, jaký vliv má daná potravina na jejich tělo a orgány. Skladba pokrmů by měla být vyvážená a každé jídlo by mělo obsahovat rýži, případně nudle či jinou přílohu z pšeničné mouky, několik druhů masa, včetně ryb, velké množství zeleniny, polévku, pokrmy ze sóji, například tofu, a místo dezertu se podává ovoce. Čína v současnosti konzumuje 40 % světové zeleniny a ovoce, což poukazuje na rostoucí trend vegetariánství v Číně.
Chutě pokrmů by měly být vždy v harmonii. V Číně mezi nejoblíbenější chutě patří sladko-kyselé, sladko-slané a kyselo-pálivé.
K jídlu se obvykle podává čaj, čínské pivo nebo rýžové víno.

### Dietary Guidelines for Chinese Residents
V roce 2016 čínská vláda představila výživová doporučení pro čínské občany. Cílem byla zdravá a vyvážená strava Číňanů, ale hlavně snížení spotřeby masa až o 50 % a tím zmenšit uhlíkové emise a zlepšit životní prostředí. Průměrný Číňan za rok sní 44,4 kg masa.
Tato výživová doporučení byla propagována i hollywoodskými celebritami, jako je Arnold Schwarzenegger nebo režisér James Cameron. Největší mezinárodní řetězce rychlého občerstvení, například KFC, začaly v Číně prodávat náhražky masa, Burger King nabízí Impossible Whopper a Starbucks servíruje těstoviny, saláty a zábaly Beyond Meat. Na trh vstoupilo několik čínských konkurentů spolu s mezinárodními velmocemi, jako jsou Cargill, Unilever a Nestlé, a také s veganskými masovými plakáty Impossible a Beyond.

### Masný průmysl
Mezi problémy Číny patří nedostatek vody, málo lesů a znečistěné ovzduší. Tyto problémy úzce souvisí právě s masným průmyslem, hlavně s produkcí hovězího masa, která spotřebovává velké množství vody i půdy,proto se pak musí odlesňovat, aby dobytek bylo kde chovat, a to vede k celosvětovým uhlíkovým emisím. Hovězí dobytek je také známý tím, že do atmosféry vypouští velké množství methanu.
V Číně je poměrně vysoká konzumace masa. Od 60. let, kdy jeho konzumace byla méně než 5 kg na obyvatele, se začala postupně zvyšovat. Díky Teng siao-pchingově Tržní reformě a otevření v 70. letech narostla v 80. letech na 20 kg na obyvatele. Ve 20. letech 21. století toto číslo dosahuje 44,4 kg masa.
Snaha o zdravější životní styl začala být více aktuální díky krizím v letech 2018 a 2019, které vyhladily polovinu stáda prasat. Tyto krize zapříčinily Africký mor prasat a Koronavir.
Roku 2013 získala společnost Shineway největší světovou vepřovou společnost, což mělo uspokojit poptávky po vepřovém mase. Jedno z možných řešení je zdražení masa. V prosinci 2020 byla průměrná cena hovězího masa na velkoobchodním zemědělském trhu 76,33 RMB za kilogram, což představuje nárůst o 0,8% oproti listopadu a nárůst o 8,6% ze stejného období předchozího roku.

### COVID-19 a nové trendy
S covidem se změnilo mnoho stravovacích trendů v Číně, protože si Číňané vybírali hlavně potraviny, které měly nějaké benefity pro jejich zdraví. Co se týče právě trendů vegetariánství a veganství, tak ty se staly ještě rozšířenější, protože lidé chtěli začít žít zdravěji. Tradiční čínská kuchyně byla historicky silně vegetariánská a maso nebývalo běžnou součástí jídelníčku, i proto jsou v Číně tyto produkty poměrně dobře přijímány.
Zvýšila se také konzumace mléčných výrobků, jelikož bylo řečeno, že zvyšují obranyschopnost proti covidu. Velká čínská mlékárenská firma Yili v září 2021 hlásila obrovský nárůst zisku. Číňané začali konzumovat ve větším hlavně tekuté mléko, mléčný prášek a zmrzliny.
Bylo také zjištěno, že u osob s nadváhou je vyšší pravděpodobnost těžkého průběhu onemocnění covid-19. Čínští obyvatelé se proto začali zajímat se o složení potravinářských výrobků, a to hlavně o obsah cukrů, tuků a množství kalorií. Místní výrobci z toho důvodu na etikety uvádějí informace jako „0 cukru“, „0 kalorií“.

### Trend líná ekonomika
Podstatou tohoto trendu je, že Číňané žádají od pokrmu maximální možnou časovou úsporu a pohodlí, proto se zvýšila poptávka po předpřipravených jídlech, které se jen ohřejí a mohou se okamžitě konzumovat. Prodej pikantních Hot Pot nudlí se při pandemii zvýšil o 9800%.